# Gillian Slovo
Gillian Slovo (Johannesburg, Zuid-Afrika, 1952) is een Zuid-Afrikaans schrijfster. 

## Leven en werk
Gillian Slovo is de dochter van Joe Slovo, leider van de Zuid-Afrikaanse Communistische Partij, en Ruth First, journalist die in 1982 vermoord werd door een bombrief, verstuurd door de Zuid-Afrikaanse geheime dienst. Haar vader was een van de oprichters van de Waarheids- en Verzoeningscommissie. 
Gillian Slovo woont in Engeland sinds 1964. Ze is behalve schrijver ook journalist en filmproducent. Haar eerste roman, Morbid Symptoms (1984), werd gevolgd door een serie thrillers met als hoofdpersoon de vrouwelijke detective Kate Baeier. Andere boeken in die serie: Death by Analysis (1986), Death Comes Staccato (1987), Catnap (1994) en Close Call (1995). Andere romans: Ties of Blood (1989), The Betrayal (1991) en Red Dust (2000). Deze laatste roman werd verfilmd onder dezelfde titel onder regie van Tom Hooper. In de hoofdrollen: Hilary Swank, Chiwetel Ejiofor en Jamie Bartlett. Boek en film spelen zich af in het 'nieuwe Zuid-Afrika' waar de gevolgen van het werk van de Waarheids- en Verzoeningscommissie mede de contouren bepalen van het nieuwe Zuid-Afrika. 
Every Secret Thing: My Family, My Country (1997) is een ontroerend verslag over haar jeugd in Zuid-Afrika en van haar relatie met haar ouders, die allebei diepgaand betrokken waren bij de anti-apartheidsbeweging.
Haar boek Ice Road (2004) speelt zich af in Leningrad in 1933 en is een verkenning van de poolwinter in het Rusland van Stalin; familierelaties, liefde en loyaliteit worden tot het uiterste getest op hun duurzaamheid, en onthullen de effecten van het Sovjet communisme op de menselijke geest. 